# Even Ha'ezer
Even Haezer (hébreu : אבן העזר « Pierre de l'aide », On retrouve l'expression littérale au 1er livre de Samuel (1 Sm 4, 1 et 1 Sm 7, 12). L'endroit est ainsi nommé à la suite de l'intervention victorieuse de Dieu lors d'un combat mené par les Israélites à l'encontre de l'ennemi philistin. D'après Genèse 2:18 « je lui ferai une aide à ses côtés », acronymes אה"ע et אבה"ע) est la troisième section de l'Arbaa Tourim, le code de Loi juive de Jacob ben Asher, sur lequel sont modelés le Choulhan Aroukh de Joseph Caro et leurs commentaires ultérieurs.
L’Even Haezer couvre les aspects de la Loi juive discutés dans les traités de l'ordre Nashim. Il a donc pour principaux sujets les mariages et divorces, comprenant le rituel et le prototype de l'acte de divorce pratiqués de nos jours, ainsi que la plupart des lois régulant la sexualité dans le judaïsme. Il ne traite cependant pas des lois de pureté familiale, abordées dans la section Yore Dea. 
Cette section, la plus petite des quatre livres, avec ses 178 simanim (chapitres), a été principalement commentée par Aryeh Leib HaCohen Heller dans l’Avnei Milouïm, Shmouel Feibush dans le Beit Shmouel et Moshe Lima dans le Helkat Mehokek (jusqu'au siman 126), outre les commentaires généraux sur le Choulhan Aroukh.

## Table des matières des sujets traités
- Lois relatives au devoir de « fructifier et multiplier »
- Lois relatives au mariage.
- Lois relatives aux agounot (« femmes délaissées » par leur mari ; les survivantes de massacres dont le sort du mari est inconnu relèvent également de ce statut)
- Lois relatives aux kiddoushin
- Lois relatives à la ketouba (acte de mariage et douaire)
- Lois relatives au divorce
- Lois relatives au lévirat et à la halitza (cérémonie du déchaussement par laquelle on se défait des obligations du lévirat)
- Lois de la sota (« femme perverse », c'est-à-dire infidèle)